# Teoria della pubblica amministrazione
La teoria della pubblica amministrazione è la fusione di storia, teoria dell'organizzazione, teoria sociale, teoria politica e studi correlati incentrati su significati, strutture e funzioni del servizio pubblico in tutte le sue forme. Si occupa spesso dei fondamenti storici per lo studio della burocrazia e delle questioni epistemologiche associate al servizio pubblico come professione e campo accademico.
In generale, ci sono tre diversi approcci generali per comprendere la pubblica amministrazione:
- La teoria della pubblica amministrazione classica;
- New public management;
- La teoria della pubblica amministrazione postmoderna.

Le teorie offrono diverse prospettive su come un amministratore eserciti la sua funzione nella pubblica amministrazione.
Importanti figure di studiosi includono: Max Weber, Frederick Taylor, Luther Gulick, Mary Parker Follett, Chester Barnard, Herbert Simon e Dwight Waldo. Herbert Simon propose una teoria della pubblica amministrazione influenzata dal positivismo. L'influenza del positivismo oggi può essere vista su riviste come il Journal of Public Administration Research and Theory e il Journal of Policy Analysis and Management.
Importanti teorici della pubblica amministrazione come Max Weber hanno espresso l'importanza dei valori nello sviluppo della teoria della pubblica amministrazione. Tuttavia, la teoria non può essere semplicemente derivata dall'osservazione empirica dei fatti, deve essere costruita usando giudizi di valore che dirigono le osservazioni empiriche e quindi guidano l'interpretazione di tali osservazioni. I valori sono essenziali per la costruzione di teorie della pubblica amministrazione perché tengono conto dei principi e delle filosofie etiche significative di una cultura che assicurano un'adeguata pratica teorica.
Le teorie della Pubblica Amministrazione vengono messe in pratica o considerate attraverso alcune strategie distinte: parallelo, trasferimento o collaborazione noto anche come pratica del gap teorico. Questa pratica viene utilizzata per trasferire le conoscenze tra professionisti e studiosi.

## Tipi di teoria della pubblica amministrazione
La teoria della pubblica amministrazione è stata recentemente divisa in tre rami. I tre rami sono:
- Teoria della pubblica amministrazione classica;
- New Public Management;
- Teoria della pubblica amministrazione postmoderna.

Ognuna di queste tre branche studia la Pubblica Amministrazione da una prospettiva diversa. Questi tipi di teorie sono alcuni dei modi in cui un amministratore può comprendere ed esercitare le proprie funzioni di amministratore pubblico.

### Teoria classica
La pubblica amministrazione classica è spesso associata a Woodrow Wilson e Max Weber. Negli Stati Uniti, Woodrow Wilson è noto come "Il padre della pubblica amministrazione", avendo scritto The Study of Administration (Lo studio dell'amministrazione) nel 1887, in cui sosteneva che una burocrazia dovrebbe essere gestita come un'azienda. Wilson ha promosso idee come promozioni basate sul merito, professionalizzazione e un sistema non politico. Secondo Wilson, la compassione può portare alla caduta di un'amministrazione che quindi dovrebbe essere gestita con pragmatismo burocratico.

### New Public Management (NPM)
Il New Public Management riguarda un insieme di pratiche amministrative, una moda passeggera di utilizzo delle consulenze e un corpus teorico che interpreta i recenti sviluppi nella pubblica amministrazione. Molti studiosi sostengono sarebbe necessario prestare maggiore attenzione al New Public Management come teoria più che come moda. Il NPM è parte integrante della massiccia intrusione dei valori del mercato libero nel contesto pubblico, minacciando di scacciare del tutto i valori politici. Vale la pena notare che, in questo senso, il NPM è l'opposto radicale della nozione di migrazione dei valori politici nel contesto dell'iniziativa privata nell'interesse di un'ulteriore democratizzazione della società. Tuttavia, il NPM non affronta in modo significativo le questioni politiche. Questa teoria guarda alla pubblica amministrazione dalle sue radici nel capitalismo e prosegue attraverso la prospettiva del capitalismo globale. Intenzionale o meno, il NPM ha servito gli interessi delle élite, in particolare le élite aziendali, degradando la capacità dei governi di guardare efficacemente all'interesse pubblico. È stato veicolo per elevare la governance apolitica del libero scambio e di altre organizzazioni sovranazionali che hanno abbracciato pienamente la filosofia politica del razionalismo economico e del nuovo managerialismo.

## Teoria postmoderna
Chuck Fox e Hugh Miller sono due dei principali teorici della teoria postmoderna perché sono stati in grado di riconoscere la condizione postmoderna e il modo in cui si stava evolvendo nella pubblica amministrazione e nella politica pubblica. Fox e Miller sostengono che l'approccio tradizionale alla pubblica amministrazione "deruba i teorici della pubblica amministrazione dell'indipendenza richiesta per immaginare condizioni più emancipanti di lavoro e governance". Miller propone un modello di rete (network) basato sull'utilità economica che spiegherebbe gli eventi meglio dell'approccio tradizionale alla pubblica amministrazione. Miller afferma che "le reti politiche forniscono un modo per elaborare il dissenso, articolare i valori e trasmettere possibili strategie di attuazione delle politiche. Manovrare per conto dell'interesse pubblico in questa complessa rete politicamente sottile è il compito della pubblica amministrazione post-progressista". Questa teoria è iniziata a circolare negli anni '90, anche se in altre discipline aveva già preso piede da tempo. Le prime idee in tal senso si possono far risalire a Platone e alle sue idee di governo pubblico e comunale in cui vi sono azioni di elaborazione delle politiche attraverso i livelli della democrazia. Da allora questa teoria è stata rivisitata e modificata attraverso tre movimenti intellettuali, interrogando il modello circolare della democrazia, che molti hanno sostenuto essere in gran parte un mito, mostrando la natura simbolica della politica. Uno degli svantaggi di questa teoria è la sua base rintracciabile nel relativismo. Questa teoria fornisce anche agli studiosi gli strumenti per ricostruire le infrastrutture di ordine simbolico e sociale. Questa teoria affronta le grandi domande su ciò che è giusto e sbagliato e cerca di affrontare il problema per trovare antidoti per anomie e relatività.

## Sviluppo della teoria della pubblica amministrazione
La teoria della pubblica amministrazione nasce a partire da diversi strumenti di costruzione della teoria contemporanea come l'idealtipo di Max Weber. Le teorie derivano anche da studi sui governi in evoluzione in tutto il mondo, come la burocrazia in espansione della Cina. Diversi aspetti da tenere in considerazione sono: responsabilità, relazioni stato-cittadino e servizi per tutti in tempi di scarsità fiscale. Quando si sviluppano, le teorie più efficaci sono quelle su misura per un determinato paese tenendo conto di aspetti come i valori. Quando l'evidenza empirica è l'unico aspetto preso in considerazione questo conduce a una politica inefficace perché la teoria non rifletterà i valori dei cittadini, risultando in cattive relazioni cittadino-stato. La pratica del gap teorico è utilizzato per analizzare le correlazioni tra teoria e pratica della Pubblica Amministrazione. I tre campi della teoria che descrivono la relazione tra studiosi e professionisti sono: la strategia el parallelo, trasferimento o collaborazione

### Metodo del tipo ideale di Max Weber
L'idelatipo sviluppato da Max Weber è uno strumento utile nello sviluppo della teoria della pubblica amministrazione contemporanea perché tiene conto della cultura di una società che viene poi integrata in una teoria. Weber la chiamava scienza culturale o sociologia interpretativa, che comprende idee e pratiche all'interno del proprio orizzonte intellettuale e culturale e sulla base di categorie fondate in un contesto sociale e storico significativo. Secondo Margaret Stout, gli idealtipi vengono utilizzati per inquadrare l'osservazione e l'analisi e per valutare ciò che viene trovato. Il metodo di Weber deve essere sviluppato usando giudizi di valore che dirigono le nostre osservazioni empiriche e quindi guidano la nostra interpretazione di tali osservazioni. Attraverso questo metodo di costruzione della teoria, Weber ha insistito sul fatto che tutte le interpretazioni del significato devono rimanere nella migliore delle ipotesi "un'ipotesi particolarmente plausibile", al contrario di un'affermazione di rilevanza di una teoria. Lo scopo di Weber per l'utilizzo di questo metodo è di chiarire l'importanza dei valori nella creazione di sensi, ma in che modo sono anche estremamente importanti per lo svolgimento di significative scienze sociali. La sociologia interpretativa di Weber impiega un tipo di analisi funzionale che inizia con il tutto, procede alle parti e poi ritorna dalle parti al tutto. Il suo metodo di tipo ideale è quindi utile sia nello studio della struttura sociale sia nell'azione sociale. L'azione sociale è collegata al significato soggettivo a livello individuale di analisi e le forme strutturali sono una conseguenza o costruzione dell'azione sociale. Questa combinazione è particolarmente preziosa per la pubblica amministrazione perché il modo in cui l'azione amministrativa e le strutture sociali della governance si collegano richiede un approccio che consideri entrambi. Da un lato, i tipi ideali consentono di considerare cose come significati alternativi di concetti importanti o motivazioni alternative sostenute dagli attori sociali. D'altra parte, consentono l'analisi delle strutture sociali associate o risultanti. In questo modo, un tipo ideale può allo stesso tempo aiutare a interpretare il significato del ruolo amministrativo e criticare le istituzioni di governo.

## Teoria della pubblica amministrazione in pratica

### Pubblica amministrazione classica - Stati Uniti
Spesso considerata la pietra di confronto per l'organizzazione del lavoro nel settore pubblico, è stata molto utilizzato nel mondo occidentale nel XIX e all'inizio del XX secolo. La prima teoria efficace in America fu la teoria scientifica coniata da Frederick W. Taylor nel 1911. Il suo lavoro "Principles and Methods of Scientific Management" è stato utilizzato per implementare idee che aumenterebbero l'efficienza del governo americano. Le idee di Taylor di standardizzare il lavoro, il controllo sistematico e un'organizzazione gerarchica erano perfette per il settore pubblico degli anni '40.[5]

### NPM - Regno Unito
Il NPM fu la teoria di spicco che ispirò le riforme sanitarie nel Regno Unito. La sua applicazione all'assistenza sanitaria coincise con le crescenti spese che venivano utilizzate a causa del progresso della tecnologia e dell'invecchiamento della popolazione. Nel 1990 il National Health Service ha creato un mercato interno di fornitori di cure e ospedali separati. Questa creazione di mercati, a sua volta, ha impedito allo Stato di essere il finanziatore e il fornitore di servizi contemporaneamente, diventandone principalmente solo il finanziatore. Sebbene non privatizzati, questi mercati sono diventati di natura competitiva. Il presupposto che la concorrenza avrebbe portato a maggiore empowerment, efficienza ed equità divenne dilagante. Presto gli ospedali di proprietà pubblica ottennero uno status quasi autonomo dalle autorità sanitarie distrettuali che portavano alla competizione per pazienti e fondi. Il loro status acquisito ha portato a poca o nessuna interferenza nelle operazioni quotidiane.

### Pubblica amministrazione postmoderna - Stati Uniti
La pubblica amministrazione postmoderna è legata al modello capitalista della fine del XX e XXI secolo. Si riferisce alla globalizzazione, al consumismo e alla frammentazione dell'autorità e dello stato. I concetti di scienza e ragione sono decentrati e visti come le verità che definiscono. Tende a negare qualsiasi azione basata sulla fede.[7]